# Hrabia Mansfield i Mansfield
Hrabiowie Mansfield 1. kreacji (parostwo Wielkiej Brytanii)
- 1776–1793: William Murray
- 1793–1843: Louisa Murray
- 1843–1898: William David Murray
- następnie hrabiowie: patrz - 2. kreacja

Hrabiowie Mansfield 2. kreacji (parostwo Wielkiej Brytanii)
- 1792–1793: William Murray
- 1793–1796: David Murray
- 1796–1840: David William Murray
- 1840–1898: William David Murray
- 1898–1906: William David Murray
- 1906–1935: Alan David Murray
- 1935–1971: Mungo Murray
- 1971 -: William David Mungo James Murray

Najstarszy syn 8. hrabiego Mansfield i Mansfield:  wicehrabia Stormont, Alexander David Mungo Murray
Najstarszy syn wicehrabiego Stormont: William Philip David Mungo Murray, Master of Stormont